# Simvastatin
Simvastatin ist der Freiname eines Arzneistoffes aus der Gruppe der Statine, der als Cholesterinsenker eingesetzt wird.
Strukturell leitet sich Simvastatin von dem natürlich vorkommenden Monacolin K (Lovastatin) ab.

## Wirkmechanismus
Simvastatin ist ein HMG-CoA-Reduktasehemmer. Die HMG-CoA-Reduktase wirkt als Katalysator bei der Reduktion des 3-Hydroxy-3-methylglutaryl-Coenzym A zu Mevalonat, welche einen begrenzenden Schritt in der hepatischen Cholesterinsynthese darstellt. Durch die Absenkung der Cholesterinsynthese steigern die Leberzellen die Anzahl der LDL-Rezeptoren auf der Zelloberfläche, so dass die LDL-Aufnahme in die Leberzelle erhöht und damit der LDL-Spiegel im Blut verringert wird.

## Aufnahme und Verteilung im Körper
Nach Aufnahme wird der Wirkstoff hauptsächlich vom Cytochrom P450 3A4 verstoffwechselt, daher sollten CYP–3A4–Hemmstoffe wie zum Beispiel Ketoconazol, Itraconazol und Clarithromycin oder Grapefruitsaft nicht gemeinsam mit Simvastatin eingenommen werden.

## Nebenwirkungen
Simvastatin besitzt die üblichen Nebenwirkungen dieser Wirkstoffgruppe, wie Oberbauchbeschwerden, Transaminasenanstieg und  Myopathien wie zum Beispiel die Rhabdomyolyse.

## Herstellung
Die Herstellung erfolgt teilsynthetisch aus Lovastatin, wobei dessen 2-Methylbutanoylseitenkette umgeestert wird zum 2,2-Dimethylbutanoylrest.
Eine vielstufige Synthese für Simvastatin ist  in der Literatur beschrieben.

## Handelsformen
Simvastatin kam in Deutschland 1990 von MSD Sharp & Dohme als Zocor auf den Markt. Im Mai 2003 lief das Patent auf den Wirkstoff aus. Seitdem wird Simvastatin auch von diversen Generika-Herstellern produziert und vertrieben.  Es sind Tabletten in den Dosierungen 5, 10, 20, 30, 40, 60 und 80 mg verfügbar.
Monopräparate
Zocor (D, CH), Zocord (A), zahlreiche Generika (D, A, CH)
Kombinationspräparate
mit Ezetimib: Inegy (D, A, CH), Goltor